# Sweyn Godwinson
Sweyn Godwinson (altenglisch: Swegen Gōdwines sunu; * um 1020; † 1052) war der älteste Sohn von Earl Godwin von Wessex und Bruder des Königs Harald II.
1043 erhielt Sweyn eine Grafschaft (Earldom), die aus Gloucestershire, Herefordshire, Oxfordshire, Berkshire und Somerset bestand. Seine erste Urkunde unterzeichnete er 1044
Sweyn schloss mit dem walisischen Fürsten Gruffydd ap Llywelyn von Gwynedd eine Allianz und unterstützte ihn 1046 bei seinem erfolgreichen Versuch, seinen Hauptrivalen Gruffaydd ap Rhydderch von Deheubarth zu unterwerfen. Auf dem Rückweg aus Wales entführte er die Äbtissin Aedgifu von Leominster in der offensichtlichen Absicht, sie zu heiraten und Kontrolle über den großen Besitz der Abtei zu bekommen. Da der König sich dem widersetzte, kehrte Aedgifu ins Kloster zurück. Sweyn selbst floh 1047 außer Landes und suchte Schutz beim Grafen von Flandern. Von Flandern aus ging er nach Dänemark, kehrte aber 1049 nach England zurück (es hat den Anschein, dass er auch aus Dänemark fliehen musste), wobei sein Bruder Harald und sein Vetter Beorn sich seiner Rückkehr anfangs entgegenstellten. Beorn ließ sich umstimmen und begleitete Sweyn zum König, wurde aber von Sweyn ermordet, was für Sweyn nach einer Verurteilung als niðing, als ehrloser Mann, erneutes Exil bedeutete. Tatsächlich aber scheint Sweyn begnadigt worden zu sein, da er im Jahr darauf wieder in seine Ämter eingesetzt wurde. Ein weiteres Jahr später, 1051, musste die gesamte Familie, Godwin und seine Söhne, nach einem Streit mit dem König England verlassen. Sweyn wurde im Jahr 1052 auf der Rückreise von einer Wallfahrt nach Jerusalem getötet (die Quellen sind hierzu widersprüchlich).
Sweyn hatte einen Sohn, Hakon, der 1064 von Harald nach England zurückgeholt wurde und über den mehr nicht bekannt ist.